# Civil Rights Act de 1866
Le Civil Rights Act de 1866 est une loi fédérale promulguée le 9 avril 1866, première loi des États-Unis à définir la citoyenneté et à affirmer que tous les citoyens sont également protégés par la loi. Il était principalement destiné à protéger les droits civiques des personnes afro-américaines à la suite de la guerre de sécession. Cette loi a été votée par le Congrès en 1865, mais le président Andrew Johnson a mis son veto. En avril 1866, le congrès a de nouveau voté le projet de loi pour soutenir le treizième amendement. Même si Johnson a de nouveau mis son veto, une majorité des deux tiers dans chaque chambre a surmonté le veto et la loi a donc été promulguée.
Le représentant de l'Ohio John Bingham et d'autres membres du Congrès ont fait valoir que le Congrès n'avait pas encore suffisamment de pouvoir constitutionnel pour promulguer cette loi. Après le passage du quatorzième amendement en 1868, le congrès a réaffirmé l'acte de 1866 en adoptant des lois d'application en 1870 et 1871.